# Geranomyia annandalei
Geranomyia annandalei là một loài ruồi trong họ Limoniidae. Chúng phân bố ở miền Cổ bắc.